# Osman Nurmähämmädov
Osman Abdulvahaboviç Nurmähämmädov (azerbajdzjanska: sman Abdulvahaboviç Nurməhəmmədov), född 21 maj 1998 i Ryssland, är en azerisk brottare som tävlar i fristil.

## Karriär
Vid EM 2025 i Bratislava tog Nurmähämmädov silver i 92 kg-klassen efter en finalförlust mot grekiske Dauren Kuruglijev.